# مسجد زيد بن صوحان
مسجد زيد بن صوحان العبدي هو أحد مساجد النجف التاريخية، يقع المسجد على بُعد مئتي متر جنوب مسجد السهلة، ويقال : انه اتخذ كوخاً ينعزل به في عبادته، وعلى هذا المكان.. مكان الكوخ شيد مسجده باسمه، وهو المجاور لمسجد السهلة المعظم. 
وقد هُدّمت بناية المسجد الأصليّة القديمة في بداية القرن العشرين ثمّ شُيّدت من جديد والذي جدد بناءه الحاج عبد الزهراء بن سلمان فخر الدين النجفي المتوفى عام 1963 م، ثمّ ما لبثت أن تهدّمت فجُدّدت عمارتها مِن قِبل المؤمنين من أهالي تبريز؛ فتم البناء في شعبان سنة 1395 هـ / 1975م.
وبقي من عمارة المسجد الأُولى ثلاث قطع من المرمر الأبيض كُتب عليها أدعية وأذكار، واحدة من هذه القطع مؤرّخة سنة 1332 هجريّة.
والبناء الحالي للمسجد يحتّل مساحةً قدرها 165 متراً مربعاً، و قد تم إعادة ترميمه في السنين المتأخرة من القرن الماضي على يد الحاج محمد جواد عطيه جبوري، ثم تم تهديم البناء مؤخرا والحاقه بالصحن الكبير الذي تم بنائه بجنب مسجد السهلة المعظم.